# Анна Герман. Таємниця білого янгола
Анна Герман. Таємниця білого янгола (пол. Anna German. Tajemnica Białego Anioła) — біографічний серіал про життя і творчість польської співачки Анни Герман, знятий продакшн-компанією «Star Media» (Росія-Україна) за участю «Film Production Service Open Ltd.», «Yes To Film», «Zielono Mi» (Польща) та «MP Film Production» (Хорватія). Зйомки відбулись у 2012 році до 30 річниці від дня смерті Анни Герман.

## В ролях
- Йоанна Моро — Анна Герман
- Шимон Сендровський — Збігнєв Тухольський, чоловік Анни
- Марія Порошина — Ірма Мартенс-Герман-Бернер, мати Анни
- Марат Башаров — Валентин Лавришин
- Марія Звонарьова — Анна Качаліна
- Ігор Валевський-Собчук — Збігнєв-молодший, син Анни
- Катерина Васильєва — Анна Фрізен, бабуся Анни
- Анна Кирина — Анна Герман (6 років)

### В епізодах
- В'ячеслав Балан
- Олена Баламутова
- Василь Баша — залізничник
- Олена Бондарева-Рєпіна — Фаїна Раневська
- Ольга Васинюк
- Андрій Ваславський
- Борис Георгієвський
- Юрій Грибельник
- Валерій Гончарук
- Діана Замойська
- Діана Йонкиш
- Євген Капорін
- Василь Когут
- Андрій Колісник
- Костянтин Костишин
- Андрій Корженевський
- Наталія Королько
- Сергій Коршиков
- Олена Кривда
- Олександр Крижанівський — конферансьє
- Володимир Кузнєцов
- Марина Кукліна
- Валентина Купріянова
- Сергій Кустов
- Валерій Легін — Євген Матвієв
- Василь Мазур
- Сергій Міхо
- Еліна Мустафаєва
- Ніна Набока
- Олександр Першин
- Ігор Потьомка
- Олександр Прокопчук
- Кшиштоф Радковський
- Богдан Рибка
- Анжеліка Савченко
- Олександр Свєтляков
- Сергій Солопай
- Марчин Сосински
- В'ячеслав Стасенко
- Збігнєв Стиржула
- Ніна Ступіна
- Арсеній Тимошенко
- Тетяна Тимошенко
- Микола Третяк
- Євген Федорченко
- Мирослава Філіпович — Едіта
- Ангеліна Фендрикова
- Юрій Фреган
- Борис Харитонов
- Олег Чайка
- Геннадій Ченцов
- Анатолій Черепнін
- Валерій Шаповал
- Олександр Шевчук
- В'ячеслав Шеховцов
- Андрій Шипунов
- Даніїл Шуригін

- Мікеле Ді Джакомо — Адріано Челентано
- Кшиштоф Крупинський — Юліан Кшивка
- Доротея Меркурі — Даліда
- Костянтин Мілованов — Євген (Ойген) Фрідріхович Герман, батько Анни
- Матеуш Млодзяновський — Герман Бернер, вітчим Анни
- Юлія Рутберг — Анна Ахматова
- Віктор Сарайкін — майор НКВС
- Катерина Цевменко — Анна Герман у віці 12 років